# 김향기
김향기(金香起, 2000년 8월 9일 ~ )는 대한민국의 배우이다. 

## 학력
- 홍천초등학교 (2013년 졸업)
- 홍천중학교 (2016년 졸업)
- 성복고등학교 (2019년 졸업)
- 중앙대학교 연극영화학 (2019년 ~)

## 필모그래피
※ 역할의 굵은 글씨는 주연 작품임.
| 영화      | 영화                        | 영화                                 | 영화          | 영화                                                                         |
| 연도      | 제목                        | 역할                                 | 감독          | 참고                                                                         |
| --------- | --------------------------- | ------------------------------------ | ------------- | ---------------------------------------------------------------------------- |
| 2006      | 《마음이...》               | 윤소이                               | 박은영        |                                                                              |
| 2008      | 《방울토마토》              | 박다성                               | 정영배        |                                                                              |
| 2008      | 《걸스카우트》              | 윤이                                 | 김상만        |                                                                              |
| 2008      | 《잘못된 만남》             | 어린 신호경                          | 정영배        | 우정출연                                                                     |
| 2009      | 《그림자 살인》             | 별이                                 | 박대민        |                                                                              |
| 2010      | 《웨딩드레스》              | 장소라                               | 권형진        |                                                                              |
| 2010      | 《해결사》                  | 강수진                               | 권혁재        |                                                                              |
| 2011      | 《그대를 사랑합니다》       | 가로등 꼬마                          | 추창민        | 우정출연                                                                     |
| 2012      | 《바람과 함께 사라지다》    | 난이                                 | 김주호        |                                                                              |
| 2012      | 《늑대소년》                | 김순자                               | 조성희        |                                                                              |
| 2014      | 《우아한 거짓말》           | 이천지                               | 이한          |                                                                              |
| 2016      | 《오빠생각》                | 한상렬 여동생, 한순미                | 이한          | 특별출연                                                                     |
| 2016      | 《특별수사: 사형수의 편지》 | 권동현                               | 권종관        |                                                                              |
| 2017      | 《눈길》                    | 소녀 최종분                          | 이나정        | 장편영화 버전. 2015년 5월 전주 국제 영화제 코리아 시네마스케이프 부문 선개봉 |
| 2017      | 《신과함께: 죄와 벌》       | 월직차사 이덕춘                      | 김용화        | 천만영화                                                                     |
| 2018      | 《신과함께: 인과 연》       | 월직차사 이덕춘                      | 김용화        | 천만영화                                                                     |
| 2018      | 《영주》                    | 주영주                               | 차성덕        | 첫 단독주연 영화, 2018년 10월, 부산국제영화제 비경쟁부문 선개봉              |
| 2019      | 《증인》                    | 임지우                               | 이한          |                                                                              |
| 2021      | 《아이》                    | 이아영                               | 김현탁        |                                                                              |
| 2021      | 《승리호》                  | 업동이                               | 조성희        | 카메오                                                                       |
| 2022      | 《한산: 용의 출현》         | 정보름                               | 김한민        |                                                                              |
| TBA       | 《옆에서 숨만 쉬어도 좋아》 | 최화란                               | 고형주        | 프로덕션                                                                     |
| TBA       | 《한란》                    | 아진                                 | 하명미        |                                                                              |
| TBA       | 《신과함께 3》              | 월직차사 이덕춘                      | 김용화        | 천만영화                                                                     |
| 드라마    |                             |                                      |               |                                                                              |
| 연도      | 방송사                      | 제목                                 | 역할          | 참고                                                                         |
| 2006      | SBS                         | 불량 가족                            | 조연두/이연두 | 16부작 (2006년 3월 22일 ~ 2006년 5월 11일)                                   |
| 2007      | SBS                         | 소금인형                             | 민하나        | 20부작 (2007년 1월 12일 ~ 3월 16일)                                          |
| 2007~2008 | KBS2                        | 못된 사랑                            | 이미소        | 20부작 (2007년 12월 3일 ~ 2월 12일)                                          |
| 2008      | MBC                         | 밤이면 밤마다                        | 강지윤        | 17부작 (2008년 6월 23일 ~ 8월 19일)                                          |
| 2009      | MBC                         | 히어로                               | 진솔          | 16부작 (2009년 3월 18일 ~ 5월 13일)                                          |
| 2011      | EBS                         | TV로 보는 원작동화 플루토 비밀결사대 | 김금숙        |                                                                              |
| 2013      | MBC                         | 여왕의 교실                          | 심하나        | 16부작 (2013년 6월 12일 ~ 8월 1일)                                           |
| 2014      | KBS2                        | KBS 드라마 스페셜 - 예쁘다 오만복    | 오만복        | 1부작 단막극 (2014년 3월 2일)                                                |
| 2015      | KBS1                        | 눈길                                 | 소녀 최종분   | KBS1 광복 70주년 2부작 특집극 (2015년 2월 28일 ~ 3월 1일)                    |
| 2017~2018 | oksusu                      | 복수노트                             | 호구희        | 22부작 웹드라마 (2017년 10월 27일 ~ 2018년 1월 5일)                          |
| 2018      | tvN                         | 좋맛탱                               | 정충남        | 2부작 (2018년 12월 24일)                                                     |
| 2019      | JTBC                        | 열여덟의 순간                        | 유수빈        | 16부작 (2019년 7월 22일 ~ 9월 10일)                                          |
| 2022      | tvN                         | 조선 정신과 의사 유세풍              | 서은우        | 12부작 (2022년 8월 1일 ~ 9월 6일)                                            |
| 2023      | tvN                         | 조선정신과의사유세풍2                | 서은우        | 10부작 (2023년 1월 11일 ~ 2월 9일)                                           |
| 2023      | TVING                       | 플레이, 플리                         | 송한주        | 8부작 (2023년 11월 18일 ~ 12월 9일)                                          |
| 2025      | 카카오TV                    | 귀신도 세탁이 되나요?                | 정세정        | 웹드라마                                                                     |
| 2025      | NETFLIX                     | 캐셔로                               | 방은미        |                                                                              |
| TBA       | JTBC                        | 날아올라라, 나비                     | 기쁨          | 사전제작 드라마                                                              |

* 다년간 방송된 작품의 경우, 김향기가 출연한 연도까지만 나타낸다.

## 연기 외 활동

### 텔레비전 프로그램
| 연도 | 방송사 | 제목                                        | 역할     | 기간      | 참고                                           |
| ---- | ------ | ------------------------------------------- | -------- | --------- | ---------------------------------------------- |
| 2003 | SBS    | 진실게임                                    | 참가자   | 12월 26일 | 가짜 어린이 스타는 단 한명 - CF요정            |
| 2007 | SBS    | TV 동물농장                                 | MC       |           | 261회 ~ 330회, '향기의 알쏭달쏭 동물탐험 코너' |
| 2008 | MBC    | 환상의 짝꿍                                 | 참가자   | 5월 25일  |                                                |
| 2013 | MBC    | 휴먼다큐 사람이 좋다                        | 게스트   | 6월 22일  | 30회, '우리도 배우다' 편                       |
| 2016 | MBC    | 2016 어린이에게 새 생명을                   | 내레이션 | 5월 5일   |                                                |
| 2017 | MBC    | MBC 1318 사랑의 열매 캠프                   | 게스트   | 8월 24일  |                                                |
| 2018 | Mnet   | 고등래퍼 2                                  | 관객     | 4월 13일  |                                                |
| 2019 | SBS    | 본격연예 한밤                               | 인터뷰   | 1월 22일  |                                                |
| 2019 | MBC    | 1919-2019, 기억록                           | 내레이션 | 2월 11일  | [기억록] 김향기, 박자혜를 기억하여 기록하다    |
| 2020 | KBS2   | 제 101주년 3.1절 기념식                     | MC       | 3월 1일   |                                                |
| 2021 | SBS    | 나이트라인                                  | 인터뷰   | 2월 10일  |                                                |
| 2023 | KBS1   | 다큐 인사이트 - 그들이 유학 왔다! 곡성 침공 | 내레이션 | 2월 2일   |                                                |
| 2024 | KBS2   | 영화가좋다                                  | 인터뷰   | 2월 24일  |                                                |
| 2024 | KBS1   | 다큐 인사이트 - 언니들은 못 말려            | 내레이션 | 9월 19일  |                                                |

### 라디오
| 연도 | 방송사        | 제목                     | 기간      |
| ---- | ------------- | ------------------------ | --------- |
| 2013 | MBC 표준FM    | 신동의 심심타파          | 6월 10일  |
| 2017 | KBS 제2라디오 | 박중훈의 라디오스타      | 2월 22일  |
| 2018 | MBC FM4U      | FM 영화음악 한예리입니다 | 11월 13일 |
| 2018 | SBS 파워FM    | 박선영의 씨네타운        | 11월 28일 |
| 2019 | SBS 파워FM    | 두시탈출 컬투쇼          | 1월 24일  |
| 2019 | MBC FM4U      | FM 영화음악 정은채입니다 | 2월 13일  |
| 2021 | SBS 파워FM    | 최화정의 파워타임        | 2월 2일   |
| 2021 | KBS 쿨FM      | 강한나의 볼륨을 높여요   | 2월 13일  |

### 뮤직 비디오
| 연도 | 가수     | 곡명                                                  | 발매일   |
| ---- | -------- | ----------------------------------------------------- | -------- |
| 2007 | 마골피   | 〈비행소녀〉                                          | 5월 15일 |
| 2007 | 휘성     | 〈사랑은 맛있다〉                                     | 9월 4일  |
| 2013 | 샤이니   | MBC 미니시리즈 여왕의 교실 OST〈초록비 (Green Rain)〉 | 6월 28일 |
| 2014 | 인피니트 | 〈Back〉                                              | 7월 22일 |
| 2020 | 폴킴     | 〈나의 봄의 이유〉                                    | 4월 22일 |
| 2021 | 페노메코 | 〈JAJA〉                                              | 4월 20일 |

### 음반
| 연도 | 음반명                                           | 비고                 |
| ---- | ------------------------------------------------ | -------------------- |
| 2010 | 영화 《웨딩드레스》OST '소라의 노래' (타이틀 곡) | 2010년 1월 20일 발매 |

### 화보
- 2013년
  - Oh Boy! 9월호
- 2014년
  - VOGUE 3월호 (with 고아성, 김유정)
- 2015년
  - Allure 4월호 (얼루어 그린 캠페인 × 나무엑터스) (with 김효진, 신세경, 도지원, 김소연, 전혜빈, 이윤지)
  - 맥스무비 6월호
- 2017년
  - magazine M 2월호 (202호) (with 김새론)
  - HIGH CUT 12월호 (HIGHT CUT × 영화 《신과함께: 죄와 벌》콜라보레이션 화보) (with 하정우, 차태현, 주지훈, 김동욱, 오달수, 임원희, 도경수, 장광, 정해균, 김수안, 이정재, 김해숙)
- 2018년
  - Marie Claire 3월호 (세계 여성의 날 기념 젠더 프리)
  - DAZED 12월호.
- 2019년
  - VOGUE 2월호 (with 정우성)
  - COSMOPOLITAN 2월호
  - 씨네21 1191호 (with 정우성)
  - Marie Claire 3월호 (세계 여성의 날 기념 젠더 프리)
  - Marie Claire 11월호
  - HIGH CUT 12월호 (HIGHT CUT × 2018 청룡영화상 수상자) (with 윤종빈 감독, 한지민, 남주혁, 김다미)
  - Allure 12월호
- 2020년
  - Marie Claire 3월호 (세계 여성의 날 기념 젠더 프리)
- 2021년
  - Marie Claire 3월호 (세계 여성의 날 기념 젠더 프리)
  - Marie Claire 12월호
- 2022년
  - Singles 2월호
  - Marie Claire 3월호 (세계 여성의 날 기념 젠더 프리)
  - VOGUE 8월호 (with 변요한, 김성규)

### 광고
| 연도      | 기업명           | 제품명                                                   | 종류                  | 공동 출연   |
| --------- | ---------------- | -------------------------------------------------------- | --------------------- | ----------- |
| 2003      | 유한킴벌리       | 하기스 골드                                              |                       |             |
| 2003      | 삼성전자         | 파브 DNie                                                |                       |             |
| 2003      | SPC그룹          | 파리바게트                                               |                       | 정우성      |
| 2005      | 맥도날드         | 해피밀 - 아이들을 생각한 새 메뉴 내가 골라 만드는 해피밀 | 패스트푸드 프랜차이즈 |             |
| 2005      | GS그룹           |                                                          |                       |             |
| 2005      | 웅진코웨이       |                                                          | 정수기                |             |
| 2005      | 일동후디스       | 하이키드                                                 | 유아식                |             |
| 2005      | 롯데제과         | 카스타드                                                 | 스낵                  |             |
| 2005      | 삼성물산         | 래미안                                                   | 건설업체              |             |
| 2005      | 위니아대우       | 더 오리지날 딤채 - 발효과학 딤채                         | 김치냉장고            | 지진희      |
| 2007      | 농심그룹         | V8 토마토주스                                            |                       |             |
| 2008      | 농심그룹         | 별따먹자                                                 | 스낵                  |             |
| 2008      | 농심그룹         | 아낌없이 담은 라면                                       |                       |             |
| 2009      | 진흥기업         | 루벤스 - 아이의 마음                                     |                       |             |
| 2013      | 윤선생 영어교실  | 스마트 학습법                                            | 학습교재              |             |
| 2013      | 농심그룹         | 떡국면                                                   |                       | 성동일      |
| 2018      | 대한민국 법제처  | 알기 쉬운 법령 만들기                                    | 공익광고              |             |
| 2018      | 롯데하이마트     | 하이마트 - PC의 시작과 끝, 대한민국 PC대전               | 전자제품 판매업체     |             |
| 2018~2019 | 훠리스트(주)     | XYZ포뮬러                                                | 화장품                | 지면광고    |
| 2019      | 일동제약         | 아로골드 시리즈 (아로골드D플러스, 아로골드Mg)            |                       | 지면광고    |
| 2019      | (주)캐시워크     | 캐시워크 - 적립형 만보기                                 | 모바일 어플리케이션   | 지면광고    |
| 2020      | 넥슨             | V4                                                       |                       | 목소리 광고 |
| 2020      | (주)메트로이엔씨 | 르몽도르 - 향기가 반한 향기                              | 화장품                | 지면광고    |

### 홍보대사
| 연도 | 홍보대사명                      | 비고 |
| ---- | ------------------------------- | ---- |
| 2006 | KKC 서울국제 BIS도그쇼 홍보대사 |      |
| 2013 | 경찰청 학교폭력 근절 홍보대사   |      |

## 수상 및 후보
| 연도 | 시상식                       | 부문                          | 작품                                 | 결과 |
| ---- | ---------------------------- | ----------------------------- | ------------------------------------ | ---- |
| 2007 | SBS 연기대상                 | 여자 아역상                   | 소금인형                             | 후보 |
| 2013 | 제6회 코리아 드라마 어워즈   | 아역상                        | 여왕의 교실                          | 후보 |
| 2013 | 제2회 에이판 스타 어워즈     | 여자 아역상                   | 여왕의 교실                          | 수상 |
| 2013 | MBC 연기대상                 | 아역상                        | 여왕의 교실                          | 수상 |
| 2014 | 제50회 백상예술대상          | 영화부문 여자 신인연기상      | 우아한 거짓말                        | 수상 |
| 2014 | 제16회 서울국제청소년영화제  | 여자 청소년연기상             | 여왕의 교실, 우아한 거짓말           | 수상 |
| 2014 | 제51회 대종상                | 신인여우상                    | 우아한 거짓말                        | 후보 |
| 2015 | KBS 연기대상                 | 여자 청소년연기상             | 눈길                                 | 수상 |
| 2018 | 제23회 춘사영화제            | 여우조연상                    | 신과함께: 죄와 벌                    | 후보 |
| 2018 | 제27회 부일영화상            | 여자 인기스타상               | 신과함께: 인과 연                    | 수상 |
| 2018 | 제39회 청룡영화상            | 청정원 인기스타상             | 신과함께: 죄와 벌                    | 수상 |
| 2018 | 제39회 청룡영화상            | 여우조연상                    | 신과함께: 죄와 벌                    | 수상 |
| 2018 | 제18회 대한민국청소년영화제  | 여자아역배우부문 인기영화인상 | 신과함께: 죄와 벌, 신과함께: 인과 연 | 수상 |
| 2019 | 제55회 백상예술대상          | 영화부문 여자 최우수연기상    | 증인                                 | 후보 |
| 2019 | 제39회 황금촬영상            | 최우수 여우주연상             | 증인                                 | 수상 |
| 2019 | 제28회 부일영화상            | 여우주연상                    | 증인                                 | 후보 |
| 2019 | 제28회 부일영화상            | 여자 인기스타상               | 증인                                 | 후보 |
| 2019 | 제19회 대한민국청소년영화제  | 여자배우부문 인기영화인상     | 영주, 증인, 신과함께: 인과 연        | 수상 |
| 2019 | 제39회 한국영화평론가협회상  | 여우주연상                    | 증인                                 | 수상 |
| 2019 | 제27회 대한민국 문화연예대상 | 영화부문 여자 최우수연기상    | 증인                                 | 수상 |
| 2020 | 제56회 대종상                | 여우주연상                    | 증인                                 | 후보 |
| 2022 | 제27회 춘사국제영화제        | 여우조연상                    | 한산: 용의 출현                      | 후보 |
| 2022 | 제58회 대종상                | 여우조연상                    | 한산: 용의 출현                      | 후보 |
| 2022 | 제42회 황금촬영상            | 인기상                        | 한산: 용의 출현                      | 수상 |